# Alexander Merkx
Alexander Merkx (* 20. März 1994 in Dommelen) ist ein niederländischer Dartspieler.

## Karriere
Erstmals war Merkx 2019 bei der European Q-School dabei, gewann jedoch keine Tour Card. Er qualifizierte sich als Host Nation Qualifier daraufhin für das Dutch Darts Masters 2019, bei dem er sein European Tour-Debüt gab. Er verlor jedoch mit 1:6 gegen Glen Durrant. Er nahm außerdem erstmals an einem Challenge Tour-Wochenende teil. Auch bei der Q-School 2020 blieb Merkx ohne Erfolg. Er blieb dem Profi-Darts daraufhin vorerst fern. 2021 versuchte er sich über das Qualifikationsturnier für die WDF-WM zu qualifizieren.
Bei der Q-School 2022 erreichte Merkx ohne Probleme die Final Stage, blieb allerdings wieder ohne Tour Card. Er spielte daraufhin vermehrt die Turniere der World Darts Federation (WDF). Er spielte sich im August ins Finale der Winmau Swedish Open, wo er mit 1:5 gegen Kai Fan Leung verlor. Im Oktober unterlag er mit dem gleichen Ergebnis Patrick Maat bei den Catalonia Open.
Bei der Q-School 2023 erreichte Merkx per Tagessieg die Final Stage, in der er am letzten Tag das Achtelfinale erreichte, jedoch wieder keine Tour Card gewann. Er erreichte daraufhin im März das Finale eines Challenge Tour-Turniers, welches er gegen Ron Meulenkamp verlor. Bei den Helvetia Open im Juni erreichte er das Halbfinale. Auch bei den Malta Masters im November stand er unter den letzten vier. Zuvor beendete Merkx die Challenge Tour Order of Merit auf Rang 19 und durfte zu zwei Players Championships nachrücken. Außerdem war Merkx über die WDF Main Ranking Table für die WDF World Darts Championship 2023 qualifiziert. Er gewann hier sein Auftaktmatch gegen Arjan Konterman mit 3:1, bevor er sein Achtelfinale gegen Dennis Nilsson mit 1:3 verlor.
Die Q-School 2024 beendete Merkx nach der First Stage. Er gewann daraufhin die Romanian Open im Januar und stand beim Romanian Classic im Finale. Bei der PDC Challenge Tour 2024 gewann er zwei Turniere und belegte am Ende Platz 4 der Rangliste. Dadurch qualifizierte er sich als Nachrücker für die PDC World Darts Championship 2025. Merx stand im Oktober im Finale der Cuesoul Bruges Open. Er nahm daraufhin am World Masters 2024 teil. Merkx gewann seine Vorrundengruppe und zog durch Siege über unter anderem Dustin Holt und Jeff Springer Jr ins Achtelfinale ein, in dem er mit 3:5 Kai Gotthardt unterlag.
Im November 2024 stand Merkx im Finale des Irish Classic. Er unterlag dabei seinem Landsmann Stefan Schroder mit 1:5. Bei der PDC World Darts Championship 2025  gewann Merkx im ersten Spiel mit 3:0 gegen Stephen Burton, bevor er in der zweiten Runde Chris Dobey mit 1:3 unterlag.
Bei der Q-School 2025 durfte Merkx in der Final Stage starten. Er stand am ersten Tag im Viertelfinale, erreichte danach jedoch keinen Punkt mehr für die Rangliste und gewann somit wieder keine Tour Card.

## Weltmeisterschaftsresultate

### PDC
- 2025: 2. Runde (1:3-Niederlage gegen  Chris Dobey)

### WDF
- 2023: Achtelfinale (1:3-Niederlage gegen  Dennis Nilsson)

## Titel

### PDC
- Secondary Tour Events
  - PDC Challenge Tour
    - PDC Challenge Tour 2024: 16, 21

### WDF
- Bronze-Turniere
  - Lithuana Open: (1) 2022
- Silber-Turniere
  - Helvetia Open: (1) 2022
  - Romanian Open: (1) 2024